# Белая гора (Воскресенск)
Белая гора (фосфоритная гора) (официально — полигон № 2 «Лопатинский») — возвышенность техногенного происхождения (фосфогипсовый отвал) на территории городского округа Воскресенск Московской области (в 6 километров к востоку от Воскресенска и в 105 километрах от Москвы). Образовалась в связи с разработкой Лопатинского фосфоритного рудника, начатого в 1930-е годы. Производство фосфорных удобрений на Воскресенском химическом комбинате сопровождалось образованием фосфогипса — побочного продукта реакции серной кислоты с апатитом. Отходы складировались открытым способом, самосвалы доставляли партии фосфогипса на вершину по серпантинной дороге, а бульдозеры разравнивали платформу на вершине. Особенность строения террикона — веерная укладка с широким основанием и постепенно сужающимся верхом. Террикон представляет экологическую опасность из-за ветровой эрозии и распространению фосфатной пыли по окрестностям, проникновению примесей в грунтовые воды и почвы, а также повышенного радиационного фона. Отвал находится под охраной, доступ на его территорию закрыт. С 2010-х годов предприятием реализуется проект рекультивации террикона с созданием слоя почвогрунта и высадкой растительности. 